# Albbruck
Albbruck là một village in the district of Waldshut ở bang Baden-Württemberg thuộc nước Đức. Đô thị này có diện tích 39,69 km², dân số thời điểm 31 tháng 12 năm 2006 là 7323 người.

## Thành phố kết nghĩa
- Carmignano di Brenta, Ý (1965)